# 米耶里
米耶里（法語：Millery，法語發音：[mijʁi]）是法国罗讷省的一个市镇，属于里昂区。

## 地理
米耶里（45°37'56"N, 4°46'55"E）面积9.22 平方千米，位于法国奥弗涅-罗讷-阿尔卑斯大区罗讷省，该省份为法国中东部省份，北起顺时针与索恩-卢瓦尔省、安省、里昂大都会、伊泽尔省和卢瓦尔省接壤。
与米耶里接壤的市镇（或旧市镇、城区）包括：沙尔利、韦尔奈松、武尔勒、格里尼、蒙塔尼。

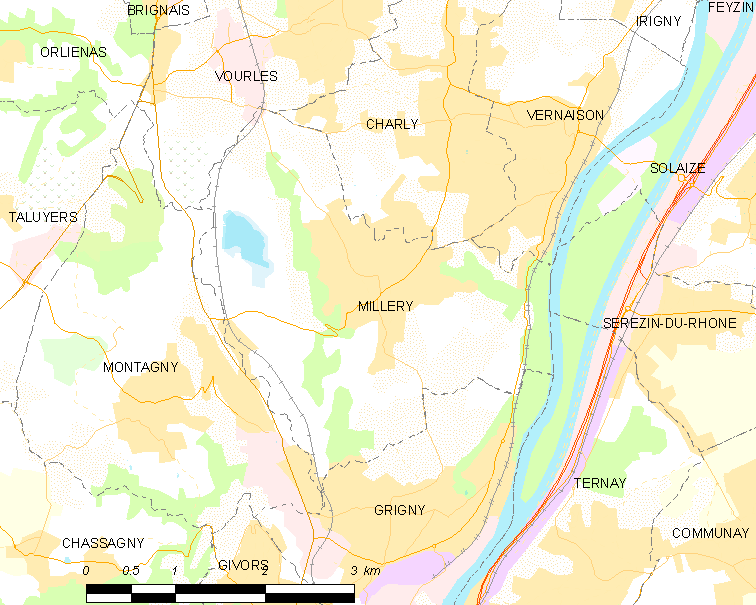
米耶里的OSM定位图

米耶里的时区为UTC+01:00、UTC+02:00（夏令时）。

## 行政
米耶里的邮政编码为69390，INSEE市镇编码为69133。

## 政治
米耶里所属的省级选区为奥宗河畔圣桑福里安县。

## 人口

1962-2008年间米耶里人口变化图示

米耶里于2022年1月1日时的人口数量为4323人。